# Tiktak
Tiktak war eine finnische Pop-Rock-Band aus dem nördlicheren Helsinki.

## Werdegang
Die sechs Mädchen lernten sich 1998 in einer Musikschule kennen. Sie bekamen am 7. Mai 1999 ihren ersten Plattenvertrag bei Universal Music, zu diesem Zeitpunkt waren die meisten Mitglieder der Band gerade mal 13 Jahre alt. Ihre ersten zwei Singles Sekoitat mun maailman und Lopeta aus ihrem Debüt-Album Frendit, waren ein großer Erfolg in Finnland, Russland und Skandinavien.
Mit diesem Debütalbum erreichten sie als jüngste Band Finnlands den Platin-Status.
Trotz der großen Beliebtheit in Finnland beschlossen sie 2007 ihre Auflösung, um sich auf die Schule oder andere Projekte zu konzentrieren.
Die Gitarristin Emppu spielt nun in ihrer Band Dame.

## Mitglieder
- Emppu (Emilia Suhonen, Geburtsdatum 15. Dezember 1985) – Gitarre
- Mimmu (Mirjami Hyvönen, Geburtsdatum 27. Januar 1985) – Bass
- Nea (Nea Mokkila, Geburtsdatum 13. Januar 1985) – Keyboard
- Noora (Noora Puhakka, Geburtsdatum 11. November 1985) – Gitarre
- Petra (Petra Mauria, Geburtsdatum 11. Juli 1985) – Gesang
- Tuuli (Tuuli Taimi, Geburtsdatum 16. Juni 1983) – Schlagzeug

## Diskografie

### Alben
| Jahr | Titel                          | Höchstplatzierung, Gesamtwochen, AuszeichnungChartsChartplatzierungen (Jahr, Titel, Platzierungen, Wochen, Auszeichnungen, Anmerkungen) | Anmerkungen                                        |
| Jahr | Titel                          | FI | Anmerkungen                                        |
| ---- | ------------------------------ | --- | -------------------------------------------------- |
| 1999 | Frendit                        | FI2 (38 Wo.)FI | Erstveröffentlichung: 22. November 1999            |
| 2000 | Frendit / Friends              | FI14 ×2Doppelplatin · (8 Wo.)FI |                                                    |
| 2001 | Jotain muuta                   | FI1 Platin · (30 Wo.)FI | Erstveröffentlichung: 13. November 2001            |
| 2002 | Jotain muuta… ja jotain uutta! | FI10 (9 Wo.)FI | Erstveröffentlichung: 12. November 2002            |
| 2003 | Ympyrää                        | FI3 Platin · (24 Wo.)FI | Erstveröffentlichung: 7. November 2003             |
| 2004 | Hei me soitetaan… oikeesti!    | FI25 (5 Wo.)FI | Erstveröffentlichung: 3. November 2004             |
| 2005 | Myrskyn edellä                 | FI4 Platin · (28 Wo.)FI | Erstveröffentlichung: 21. November 2005            |
| 2007 | Sinkut 99-07                   | FI4 Gold · (21 Wo.)FI | Erstveröffentlichung: 7. November 2007 Kompilation |

### Singles
| Jahr | Titel Album                        | Höchstplatzierung, Gesamtwochen, AuszeichnungChartsChartplatzierungen (Jahr, Titel, Album, Platzierungen, Wochen, Auszeichnungen, Anmerkungen) | Anmerkungen |
| Jahr | Titel Album                        | FI | Anmerkungen |
| ---- | ---------------------------------- | --- | ----------- |
| 1999 | Sekoitat mun maailman Frendit      | FI2 (3 Wo.)FI |             |
| 1999 | Lopeta Frendit                     | FI3 (5 Wo.)FI |             |
| 1999 | Sydän lyö Frendit                  | FI9 (7 Wo.)FI |             |
| 1999 | Minne vaan Frendit                 | FI16 (5 Wo.)FI |             |
| 2000 | Leijailen Frendit / Friends        | FI10 (5 Wo.)FI |             |
| 2001 | Häiritsen sinua Jotain muuta       | FI3 (9 Wo.)FI |             |
| 2001 | Kyyneleet Jotain muuta             | FI2 (7 Wo.)FI |             |
| 2001 | Satuprinsessa Jotain muuta         | FI12 (2 Wo.)FI |             |
| 2002 | Jää Jotain muuta… ja jotain uutta! | FI3 (9 Wo.)FI |             |
| 2003 | Lähdetään tänään Ympyrää           | FI6 (4 Wo.)FI |             |
| 2003 | Heilutaan Ympyrää                  | FI7 (12 Wo.)FI |             |
| 2008 | Mutta mä rakastan sua Sinkut 99-07 | FI12 (3 Wo.)FI |             |

Weitere Singles
- 2000: Christmas
- 2000: Don’t Turn Back
- 2000: Upside Down
- 2001: Jotain muuta
- 2003: Tänä yönä taivaaseen
- 2003: Tuuleksi taivaanrantaan
- 2004: Rannaton
- 2005: Sankaritar
- 2005: Samantekevää
- 2005: Paha sana
- 2005: Kuka vaan
- 2005: Miten onni korjataan

### Videoalben
- 2004: Hei me soitetaan... oikeesti! (FI: Gold)